# Reinhold G. Moritz

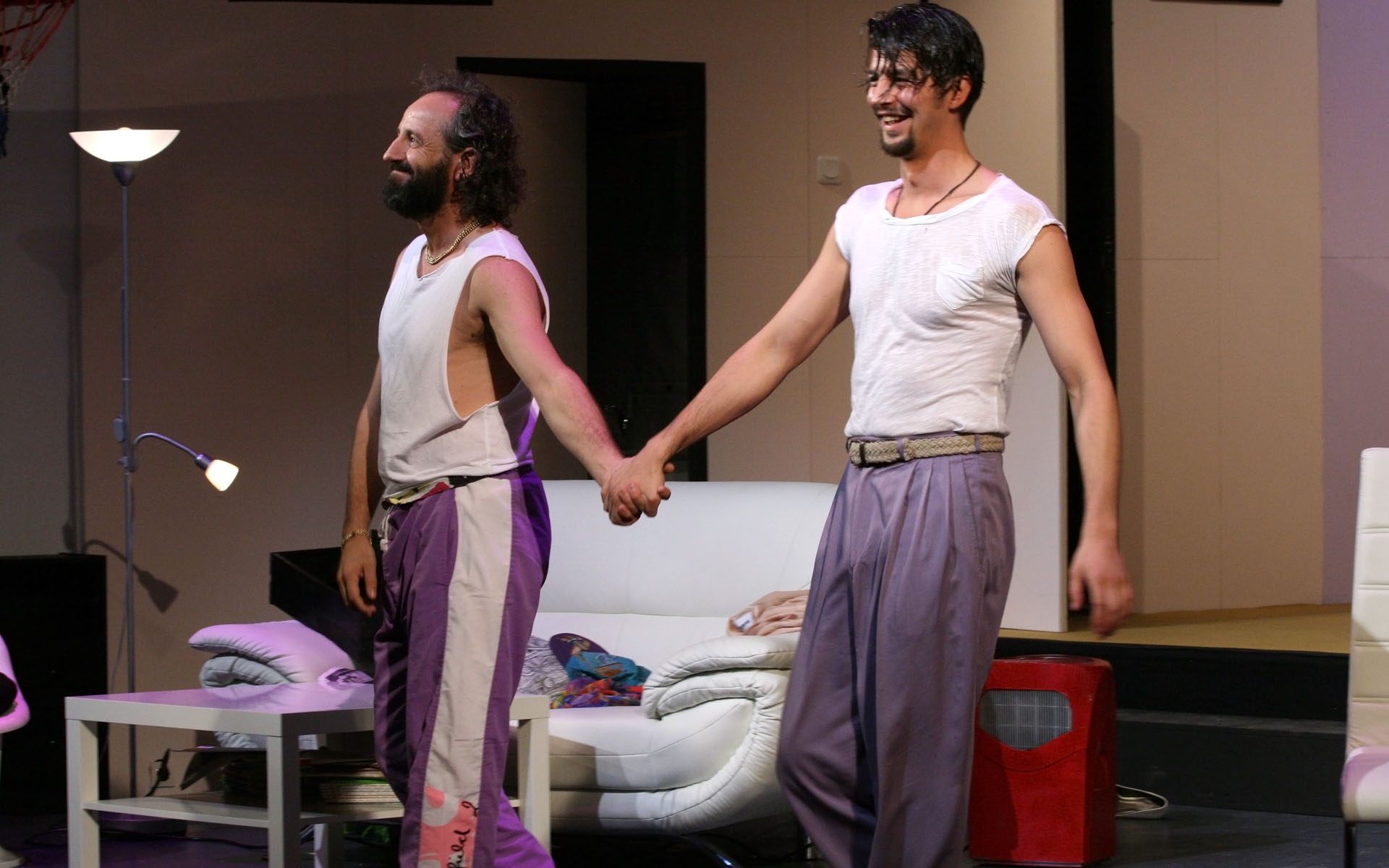
Reinhold G. Moritz (links) gemeinsam mit Otto Jaus am Stadttheater Berndorf (2012)

Reinhold G. Moritz (* 1966 in Eisenstadt) ist ein österreichischer Film- und Theaterschauspieler.

## Leben
Er absolvierte die Graumann Schule für Schauspiel am Wiener Graumann-Theater und spielte an österreichischen und deutschen Theatern wie dem Landestheater Linz, Wiener Volkstheater oder dem Schauspiel Frankfurt.
Erste Bekanntheit erlangte er 2011 durch die Darstellung der Rolle des Josef Kallinger in dem österreichischen Spielfilm Atmen.
2015 wurde er auch in Deutschland einem Kinopublikum durch seine Rolle des Schurl Pospischill in Die Kleinen und die Bösen bekannt. Von 2013 bis 2019 verkörperte er in der Fernsehserie CopStories die Rolle des Vickerl.
Mit der Schauspielerin Karola Niederhuber hat er eine gemeinsame Tochter.

## Filmografie (Auswahl)
- 1994: Ich gelobe
- 1998: Die Neue – Eine Frau mit Kaliber – Mozarts Erben
- 2008: Tom Turbo – Der Mann mit der goldenen Maske
- 2010: Vitasek? – Entscheidungen
- 2011: Atmen
- 2011: Das Glück dieser Erde – Veränderungen
- 2012: Schnell ermittelt – Horst Bauer
- 2013–2019: CopStories
- 2013: SOKO Donau – Schöne neue Welt
- 2013: Tod in den Bergen
- 2015: Die Kleinen und die Bösen
- 2015: SOKO Donau – Vor aller Augen
- 2017: SOKO Donau – Natalies Schweigen
- 2017: Tatort: Schock
- 2017: Die beste aller Welten
- 2017: Die Migrantigen
- 2018: SOKO Kitzbühel – Arktis
- 2018: Der Pass (Fernsehserie)
- 2019: M – Eine Stadt sucht einen Mörder (Fernsehserie)
- 2021: Blind ermittelt – Endstation Zentralfriedhof (Fernsehreihe)
- 2021: Sargnagel – Der Film
- 2021: Landkrimi – Vier (Fernsehreihe)
- 2023: SOKO Linz – Herzstiche
- 2025: Wie man normal ist und die Merkwürdigkeiten der anderen Welt (How to Be Normal and the Oddness of the Other World)